# Chorużewka
Chorużewka (ros. Хоружевка) – chutor w zachodniej Rosji, w sielsowiecie lebiażenskim rejonu kurskiego w obwodzie kurskim.

## Geografia
Miejscowość położona jest nad rzeką Młodać (lewy dopływ Sejmu), 3 km od centrum administracyjnego sielsowietu (Czeriomuszki), 14 km na południowy wschód od Kurska, 8,5 km od trasy europejskiej E38 (Ukraina – Rosja – Kazachstan).
W chutorze znajdują się 53 posesje.
Klimat
Miejscowość, jak i cały rejon, znajduje się w strefie klimatu kontynentalnego z łagodnym ciepłym latem i równomiernie rozłożonymi opadami rocznymi (Dfb w klasyfikacji klimatów Köppena).

## Demografia
W 2010 r. chutor zamieszkiwały 34 osoby.